# Gyaritus viduus
Gyaritus viduus là một loài bọ cánh cứng trong họ Cerambycidae.